# Dave Rowntree
David Alexander De Horne Rowntree, detto Dave (Colchester, 8 maggio 1964), è un batterista e percussionista britannico, membro dei Blur.
Diplomato in informatica al Thames Polytechnic di Londra, ha lavorato come programmatore fino alla creazione del complesso, con Damon Albarn e Alex James nel 1989.
Recentemente, alla pari di Albarn, si è dedicato ad un progetto musicale parallelo, The Ailerons.
È appassionato di volo e ha il brevetto da pilota.